# Xah Mahmud
Xah Mahmud (Jalal al-Din Mahmud, nascut 1446, mort després del 1460) fou sultà timúrida del Khurasan (Herat) fill i successor de Babur ibn Baysunkur, i rebesnet de Tamerlà.
Xah Mahmud va pujar al tron el 23 de març de 1457, l'endemà de la mort del seu pare, quan només tenia 11 anys, sota regència de l'amir Shir Hajji. Van passar només unes nou setmanes fins que el seu cosí Ibrahim ibn Ala al-Dawla, un altre rebesnet de Tamerlà el pare del qual havia dominat breument Herat del 1447 al 1448, el va enderrocar i el va expulsar d'Herat (31 de maig de 1457).
Mahmud va fugir a Mashhad i finalment se li va donar el govern de Gorgan (ciutat) (Astarabad).Però a finals del 1457 en fou expulsat per Djahanshah ibn Kara Yusuf dels kara koyunlu que tot seguit va derrotar a Ibrahim en una batalla prop de la ciutat el 13 de desembre de 1457.
Va passar al Sistan on va morir oblidat l'octubre de 1459.
| Precedit per: Babur ibn Baysunkur | Sultà timúrida d'Herat 1457 | Succeït per: Ibrahim ibn Ala al-Dawla |